# Laskówka (województwo dolnośląskie)

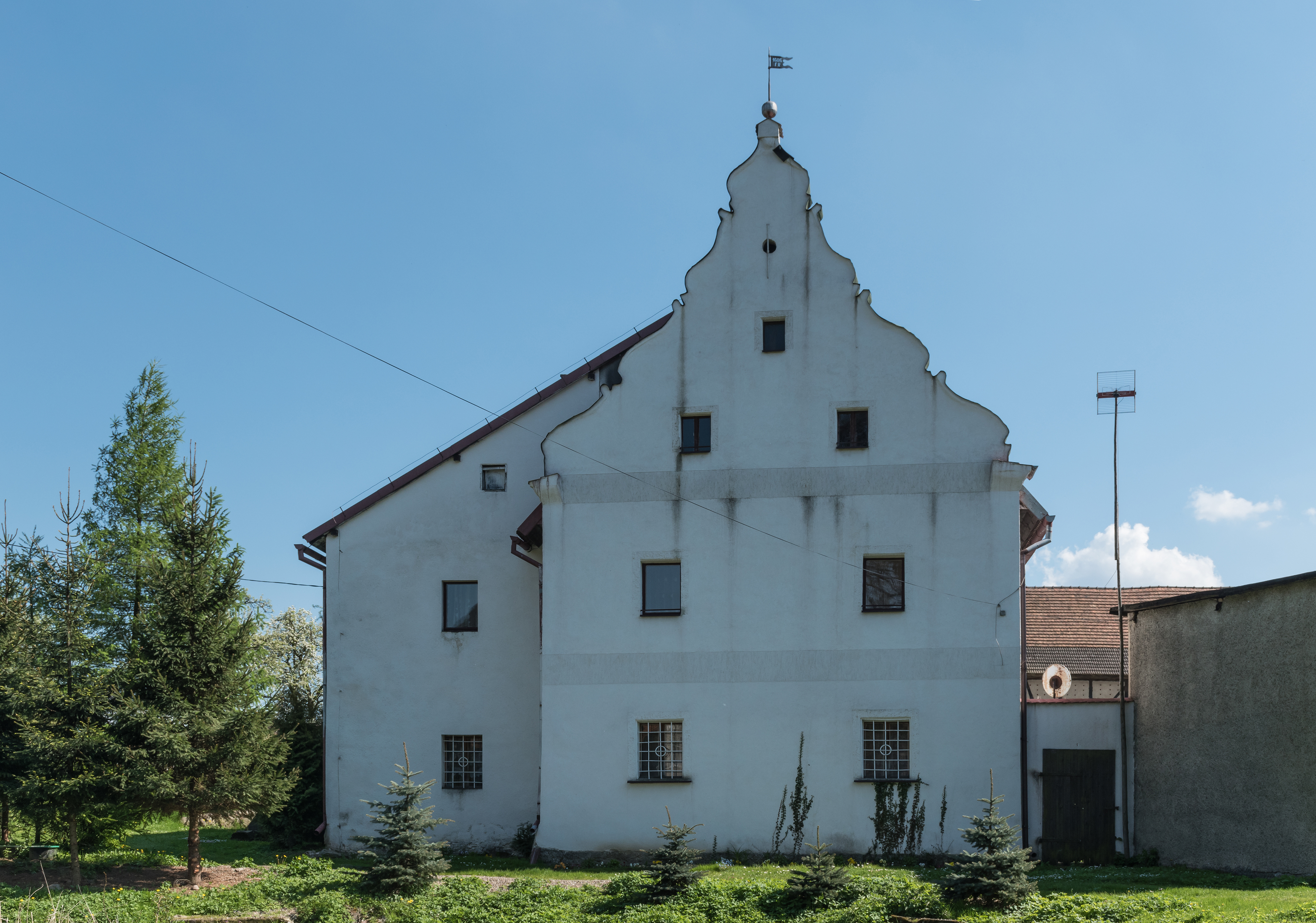
Dwór w Laskówce

Laskówka (niem. Gierichswalde) – wieś w Polsce, położona w województwie dolnośląskim, w powiecie ząbkowickim, w gminie Bardo.

## Położenie
Laskówka to wieś łańcuchowa leżąca  w Górach Bardzkich, u północno-wschodniego podnóża Grzbietu Wschodniego, w północno-zachodniej części Obniżenia Laskówki, na wysokości około 330–400 m n.p.m.

## Toponimia
Wieś wzmiankowana w 1260 r. pod nazwą Gerumswalde. Nazwa wsi Gierichswalde jest dzierżawcza od założyciela wsi Gerunga (Gerolda).

## Historia
Lasówka została założona najprawdopodobniej około 1230 roku przez zakon cystersów z Kamieńca Ząbkowickiego oraz zasiedlona przez Niemców. Wieś należała do zgromadzenia do 1810 roku, kiedy przeprowadzono kasatę dóbr klasztornych. W 1830 roku miejscowość przeszła na własność Marianny Orańskiej, w roku 1840 były tu 83 budynki, w tym kościół, szkoła katolicka i młyn wodny. W końcu XIX wieku wieś została niewielkim letniskiem, powstała tu gospoda, która cieszyła się dobrą opinią.
Po 1945 roku Lasówka pozostała typową wsią rolniczą, częściowo wyludniła się a tradycje letniskowe nie odrodziły się. W 1978 roku było tu 49 gospodarstw rolnych, w roku 1988 ich liczba zmalała do  31.

## Zabytki
Do wojewódzkiego rejestru zabytków wpisane są:
- Kościół św. Mikołaja w Laskówce, filialny, późnogotycki z XV-XVIII wieku. Orientowany, murowany, jednonawowy, nakryty dachami dwuspadowymi [10];
- dwór, nr 29, pochodzący z drugiej połowy XVII wieku.

Inne zabytki:
- kaplica domkowa z przełomu XVIII i XIX wieku, nakryta dachem namiotowym, stojąca na końcu wsi;
- kapliczka słupowa z pierwszej połowy XVIII wieku, stojąca na wzniesieniu, na terenie dawnego grodziska,
- domy mieszkalne i zabudowania gospodarcze pochodzące najczęściej z XIX wieku.

## Szlaki turystyczne
Przez wieś przechodzi  szlak turystyczny z Barda przez Laski do Złotego Stoku.